# Malthopsis annulifera
Malthopsis annulifera är en fiskart som beskrevs av Tanaka, 1908. Malthopsis annulifera ingår i släktet Malthopsis och familjen Ogcocephalidae. Inga underarter finns listade i Catalogue of Life.